# Communauté de communes du Pays de l'Orbiquet
La communauté de communes du Pays de l'Orbiquet est une ancienne communauté de communes française, située dans le département du Calvados et la région Normandie.

## Histoire
La communauté de communes est créée par arrêté préfectoral du 4 avril 2005.
Le 1er janvier 2016, les communes de Cerqueux, Familly, Meulles et Préaux-Saint-Sébastien sont intégrées au sein de la commune nouvelle de  Livarot-Pays-d'Auge appartenant à la CC du Pays de Livarot et quittent donc la communauté de communes.
Le 1er janvier 2016, les communes de Saint-Cyr-du-Ronceray, La Chapelle-Yvon, Saint-Julien-de-Mailloc, Saint-Pierre-de-Mailloc et Tordouet sont intégrées au sein de la commune nouvelle de  Valorbiquet.
Le 1er janvier 2016, les communes de La Vespière et Friardel sont intégrées au sein de la commune nouvelle de  La Vespière-Friardel.
Le 1er janvier 2017, l'intercommunalité fusionne avec les communautés de communes de Lintercom Lisieux - Pays d'Auge - Normandie, du Pays de Livarot, de la Vallée d'Auge et des Trois Rivières pour former la communauté d'agglomération de Lisieux-Normandie.

## Composition
Avant le 1er janvier 2016, la communauté de communes était composée des seize communes suivantes, toutes du canton de Livarot (de l'ancien canton d'Orbec) :
- Cernay
- Cerqueux
- La Chapelle-Yvon
- Familly
- La Folletière-Abenon
- Friardel
- Meulles
- Orbec
- Préaux-Saint-Sébastien
- Saint-Cyr-du-Ronceray
- Saint-Denis-de-Mailloc
- Saint-Julien-de-Mailloc
- Saint-Martin-de-Bienfaite-la-Cressonnière
- Saint-Pierre-de-Mailloc
- Tordouet
- La Vespière

## Administration
| Période       | Période       | Identité          | Étiquette | Qualité                                     |
| ------------- | ------------- | ----------------- | --------- | ------------------------------------------- |
| décembre 2005 | avril 2008    | Patrick Beaujan   |           | Conseiller général et maire adjoint d'Orbec |
| avril 2008    | avril 2014    | Geneviève Wassner |           | Maire de Cernay                             |
| avril 2014    | décembre 2016 | Étienne Cool      | DVD       | Maire d'Orbec                               |